# Isaac Suárez

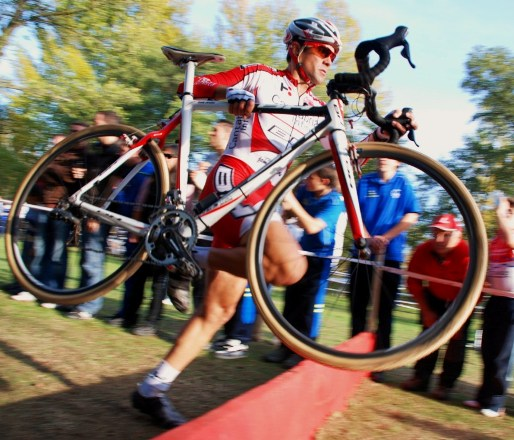
Isaac Suárez (2010)

Isaac Suárez Fernández (* 29. Juli 1979) ist ein ehemaliger spanischer Cyclocrossfahrer.
Isaac Suárez wurde 2001 in Noja spanischer Crossmeister in der U23-Klasse. In der Saison 2004 gewann er Crossrennen in Almelo, Lugones und Astarria, 2005 und 2007 war er in Muxika erfolgreich und in der Saison 2006 gewann er in Oviedo, Manzanares el Real und in Valencia. Bei der spanischen Meisterschaft belegte er in der Eliteklasse 2005 und 2006 den dritten Platz und in den folgenden beiden Jahren wurde er jeweils Vizemeister. 2008 gewann Suárez zum zweiten Mal den Ciclocross Ciudad de Valencia in Valencia. 2012 wurde er spanischer Cyclocross-Meister. Ende des Jahres beendete er seine aktive Laufbahn.

## Erfolge – Cyclocross
2000/2001
- Spanischer Meister (U23)

2006/2007
- Ciclocross Ciudad de Valencia, Valencia

2008/2009
- Ciclocross Ciudad de Valencia, Valencia
- Ispasterko Udala Sari Nagusia, Ispaster

2010/2011
- Gran Premio Santa Barbara, Puente Viesgo

2011/2012
- Spanischer Meister

## Teams
- 2008 Cantabria Infinita-BH
- 2009 Cantabria Infinita-BH
- 2010 Cantabria Infinita-BH

- 2012 Bio-Racer BH